# Oskar Michejda
Oskar Michejda (6. února 1885, Bystřice nad Olší – 19. února 1966, Cieszyn) byl evangelický
duchovní působící na Těšínsku.

## Život
Narodil se v rodině pastora Karola Michejdy (1855–1924) a jeho manželky Marie (1857–1942), rozené Szoltysové. Teologii studoval ve Vídni, Halle a v Berlíně. Působil ve sborech ve Skočově, v Bystřici a v Třinci. Od roku 1927 stál v čele Augšburské církve evangelické ve východním Slezsku v Československu, nejprve s titulem seniora a následně superintendenta.

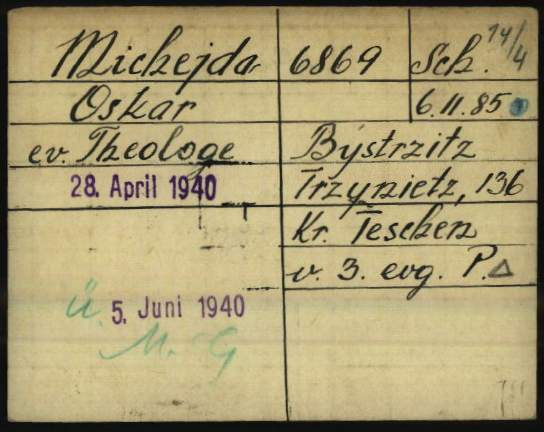
Registrační karta Oskara Michejdy jako vězně v německém koncentračním táboře Dachau

V roce 1940 byl vězněn v německých koncentračních táborech Dachau a Mauthausen; po zbytek 2. světové války mu bylo zakázáno duchovensky působit. V letech 1945–1964 působil v Polsku jako farář v Polském Těšíně. Angažoval se v činnosti řady polských organizací na Těšínsku, sám založil Towarzystwo Ewangelickie Oświaty Ludowej w Czechosłowacji.
Byl ženat s Paulinou, roz. Gryczovou (1886–1974), s níž měl čtyři děti. Jeho syn Adam (1916–1961) byl předním polským pediatrem.
Je pohřben na evangelickém hřbitově v Těšíně.

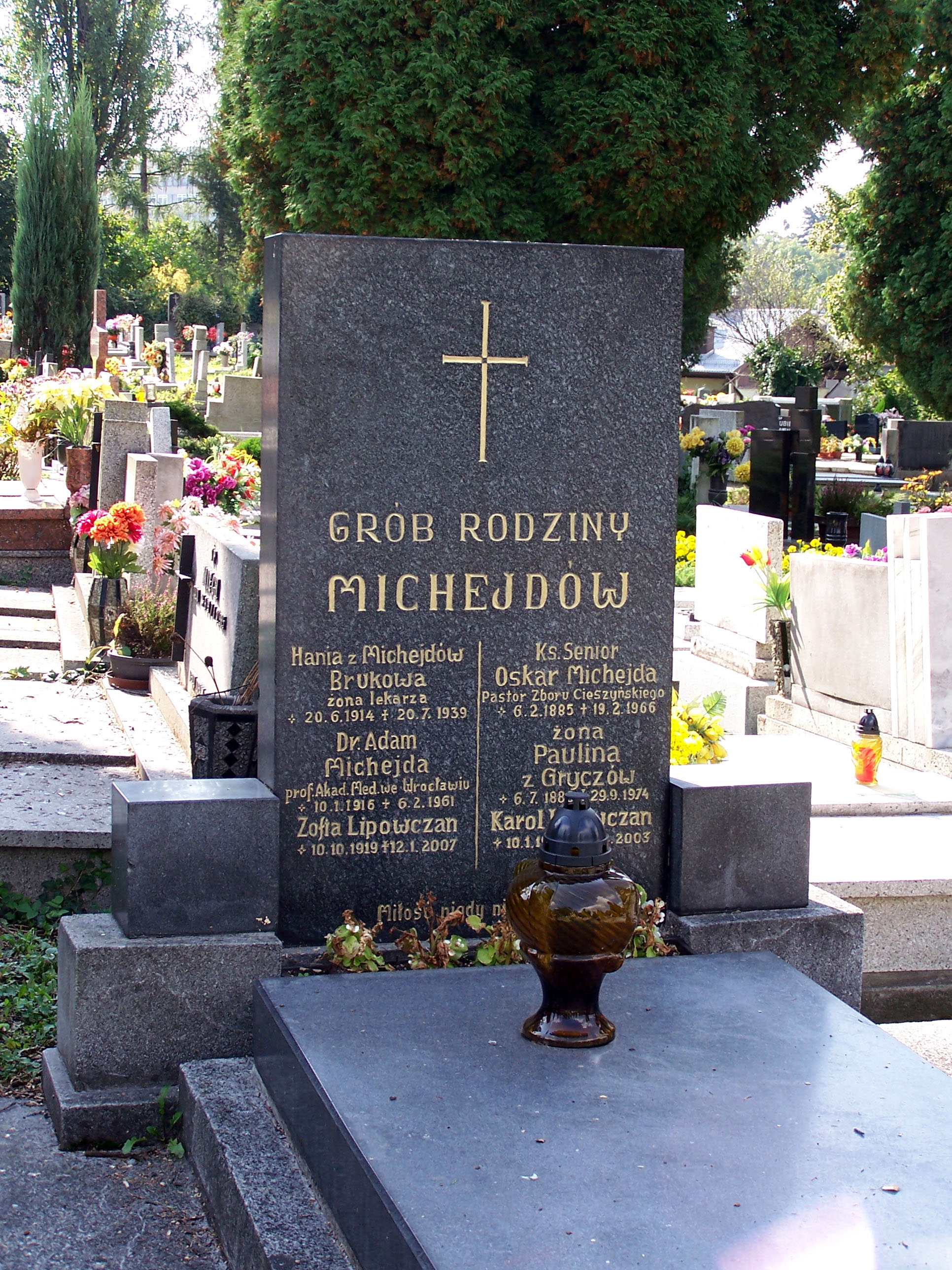
Michejdův hrob v Polském Těšíně